# YES or NOstalgic!!!
『YES or NOstalgic!!!』（イエス オア ノスタルジック）は、Mia REGINAのミニアルバムとして2017年12月13日にLantisから発売された。

## 概要
デビュー曲「ETERNALエクスプローラー」の作詞を担当した結城アイラをはじめ、作曲・編曲にはMONACAの田中秀和、広川恵一、石濱翔、Arte Refactの原田篤を迎えた豪華なラインナップとなっている。
収録曲「Heart of gold」は“やわらかい愛のうた、優しく包み込むような愛のうた”をテーマに、ファンの人たちとの関係性だったりMia REGINA3人の関係性だったりをもとに、大きな愛をイメージして作られた1曲。また、「Heart of gold」自体には“思いやりの心”という意味がある。
公式から「Yes or Yes」のMV、「YES or NOstalgic!!!」収録視聴動画(楽曲解説コメント付き)も公開されている。

## 収録曲
1. NOstalgic Invitation [2:04]
作曲・編曲：矢鴇つかさ（Arte Refact）
2. Heart of gold [4:54]
作詞：結城アイラ　作曲・編曲：矢鴇つかさ（Arte Refact）
3. Ms.Rからの新着メール [4:17]
作詞：ささかまリス子　作曲・編曲：田中秀和（MONACA）
4. キンモクセイ [4:21]
作詞：霧島若歌・上花楓裏　作曲・編曲：原田 篤（Arte Refact）
5. kalmia 〜Y or N MIX〜 [4:27]
作詞：霧島若歌　作曲・編曲：広川恵一（MONACA）　Melody Coordination：Lantis
6. Yes or Yes [3:56]
作詞：ささかまリス子　作曲・編曲：石濱翔（MONACA）